# Diocesi di Tunsberg
La diocesi di Tunsberg è una diocesi appartenente alla Chiesa di Norvegia.
La diocesi comprende le due contee di Vestfold e di Buskerud; la cattedrale si trova nella città di Tønsberg. È retta dal 2014 dal vescovo Per Arne Dahl.

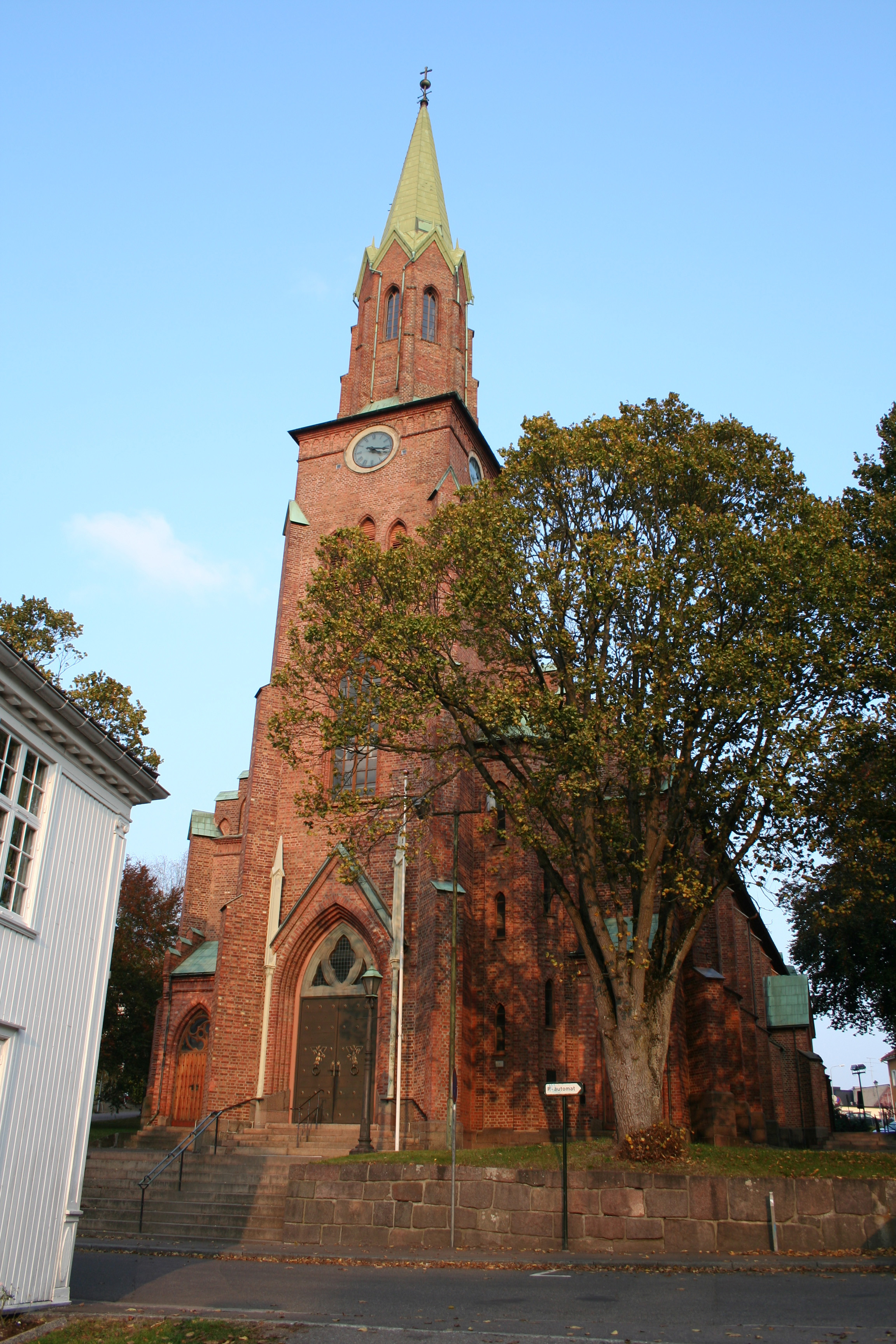
Cattedrale di Tønsberg

Mappa delle diocesi della Chiesa di Norvegia

La diocesi è stata creata nel 1948 per distacco dalla diocesi di Oslo.

## Cronotassi dei vescovi
- Bjarne Skard 1948–1961
- Dagfinn Hauge 1961–1978
- Håkon E. Andersen 1978–1990
- Sigurd Osberg 1990–2002
- Laila Riksaasen Dahl 2003–2014
- Per Arne Dahl dal 21 settembre 2014